# اختطاف طائرة العال رحلة 426
اختطاف طائرة العال رحلة 426 عبارة عن رحلة ركاب على شركة إل عال تم اختطافها في 23 يوليو 1968 على أيدي ثلاثة من أعضاء الجبهة الشعبية لتحرير فلسطين مما أدى إلى موجة من عمليات الاختطاف التي قامت بها الجبهة الشعبية لتحرير فلسطين.

## التاريخ
كانت الطائرة وهي من طراز بوينغ 707 في طريقها من مطار لندن هيثرو إلى مطار ليوناردو دا فينشي ثم إلى مطار اللد المعروف حاليا بمطار بن غوريون الدولي. تم تحويل الطائرة إلى الجزائر.
فتح أحد الخاطفين الباب غير المقفل على سطح الطيران وناشد الطيار بعقب مسدسه وأمر الطائرة للسفر إلى الجزائر. هدد الخاطفان الآخران الركاب بالمسدسات والقنابل اليدوية.
عندما هبطت الطائرة في مطار هواري بومدين الدولي احتجزت السلطات الجزائرية الطائرة. في اليوم التالي أرسلوا جميع الركاب غير الإسرائيليين إلى فرنسا على متن طائرات «ألجيري كارافيل» الجوية. احتجز اثنا عشر راكبا إسرائيليا وطاقمها العشرة كرهائن. أطلق سراح عشرة نساء وأطفال خلال عطلة نهاية الأسبوع. تم التعرف على الخاطفين على أنهم أعضاء في الجبهة الشعبية لتحرير فلسطين. تم تجهيزهم بجوازات سفر إيرانية وهندية. اختارت الجبهة الشعبية الفلسطينية الخاطفين بعناية بسبب مهنهم (طيار وعقيد في الجيش الفلسطيني ومعلم الكاراتيه).
تفاوضت الحكومتان الإسرائيلية والجزائرية على عودة الرهائن والطائرة عبر القنوات الدبلوماسية. بعد خمسة أسابيع أطلق سراح الجميع مقابل ستة عشر سجينا عربيا مدانا. وفقا لهيئة الإذاعة البريطانية التي استمرت أربعين يوما كانت أطول عملية اختطاف لرحلة تجارية.